# Hegau
Hegau er et landskab formet af tidligere vulkansk aktivitet i den sydlige del af den tysk delstat Baden-Württemberg beliggende i området omkring  Singen (Hohentwiel), mellem Bodensee i øst, Rhinen i syd  Donau i nord og den sydvestlige del af Schwäbische Alb mod vest
Det mest kendte bjerg i Hegau er vulkankeglen Hohentwiel, med ruinerne af en fæstning på toppen. 
Hohentwiel er den sydligste af en række vulkankegler i Hegau, f.eks Hohenkrähen, Hohenstoffeln, og  Hohenhewen.

## Historisk gau
I Frankerrigets tid var Hegau et administrativt gau (provins eller landskab). Områdets latinske navn „in pago Egauinsse“ er kendt siden år 787.
47°47′42″N 8°45′00″Ø / 47.795°N 8.75°Ø

## Refereencer
- Johannes Baier: Goethes Aufenthalt im „vorschweizerischen“ Hegau. Aufschluss, vol. 75, 2024, p. 182–191.
- Johannes Baier: Die Säulenklüftung beim Hohenstoffeln (Hegau). Aufschluss, vol. 76, 2025, p. 92-99.
- Johannes Baier, Armin Scherzinger: Das Vulkanfeld im Hegau. Aufschluss, vol. 72, 2021, p. 58-69.
- Johannes Baier, Armin Scherzinger: Der Phonolithdom Hohentwiel im Hegau. Aufschluss, vol. 75, 2024, p. 253-262.
- Johannes Baier, Armin Scherzinger: Geohistorische Bemerkungen zum Vulkanfeld im Hegau. Jh. Ges. Naturkde. Württemberg, vol. 180, 2024, p. 277-301.
- Armin Scherzinger, Johannes Baier, Günter Schweigert, Roland Berka: Zur Entstehung der Höwenegg-Vulkangruppe und der Höwenegg-Schichten im Hegau. Jh. Ges. Naturkde. Württemberg, vol. 180, 2024, p. 501-528.